# Albert Forcadell i Martí
Albert Forcadell i Martí (Ulldecona, 20 de març de 1963) és un exfutbolista català de les dècades de 1980 i 1990.

## Trajectòria
Començà a destacar a la UE Olot a Tercera Divisió. L'any 1983 fou fitxat pel RCD Espanyol, juntament amb Miquel Soler. Jugà tres temporades al club de Sarrià a primera divisió, un total de 28 partits en els quals marcà tres gols. La tercera temporada compaginà el primer equip amb el CE L'Hospitalet, filial blanc-i-blau. El 1986 ingressà a la UE Figueres a Segona Divisió, on jugà 51 partits de lliga i marcà 12 gols. Dues temporades més tard marxà a l'Hèrcules CF a Segona B, i més tard al CFJ Mollerussa. Acabà la seva trajectòria a Roses i novament a la UE Olot.